# Горобець Юрій Васильович
Юрій Васильович Горобець (* 13 квітня 1965) — український підприємець і футбольний функціонер. Президент ФК «Арсенал» (Біла Церква). Директор ТзОВ «Меблева фабрика „Укрюг“» (Білоцерківська меблева фабрика).
Засновник і власник футбольного клубу «Арсенал» (Біла Церква). У 2005 році «Арсенал» заявився на першість Київської області й одразу здобув 1 місце. Наступного, 2006 року клуб дебютував у другій лізі, а згодом вийшов до першої ліги України.